# Bartłomiej Drągowski
Bartłomiej Drągowski (Białystok, 19 augustus 1997) is een Pools voetballer die als doelman bij Panathinaikos speelt. Hij tekende in juli 2016 een contract tot 2021 bij Fiorentina, dat hem overnam van Jagiellonia Białystok.

## Clubcarrière
Drągowski stroomde in 2014 door vanuit de jeugd van Jagiellonia Białystok. Hiervoor debuteerde hij op 27 mei 2014 in de Ekstraklasa, tegen Korona Kielce. In zijn debuutwedstrijd incasseerde hij vier tegendoelpunten. Drągowski speelde het seizoen erop 29 competitieduels. Hij vierde op 2 juli 2015 zijn Europese debuut, in de voorronde van de UEFA Europa League tegen FK Kruoja.
Drągowski tekende in juli 2016 een contract tot 2021 bij Fiorentina. Hier moest hij het in eerste seizoenen doen met een handvol optredens in het eerste elftal. Fiorentina verhuurde hem in januari 2019 voor een halfjaar aan Empoli FC. Hier kwam hij wel vaker aan bod.

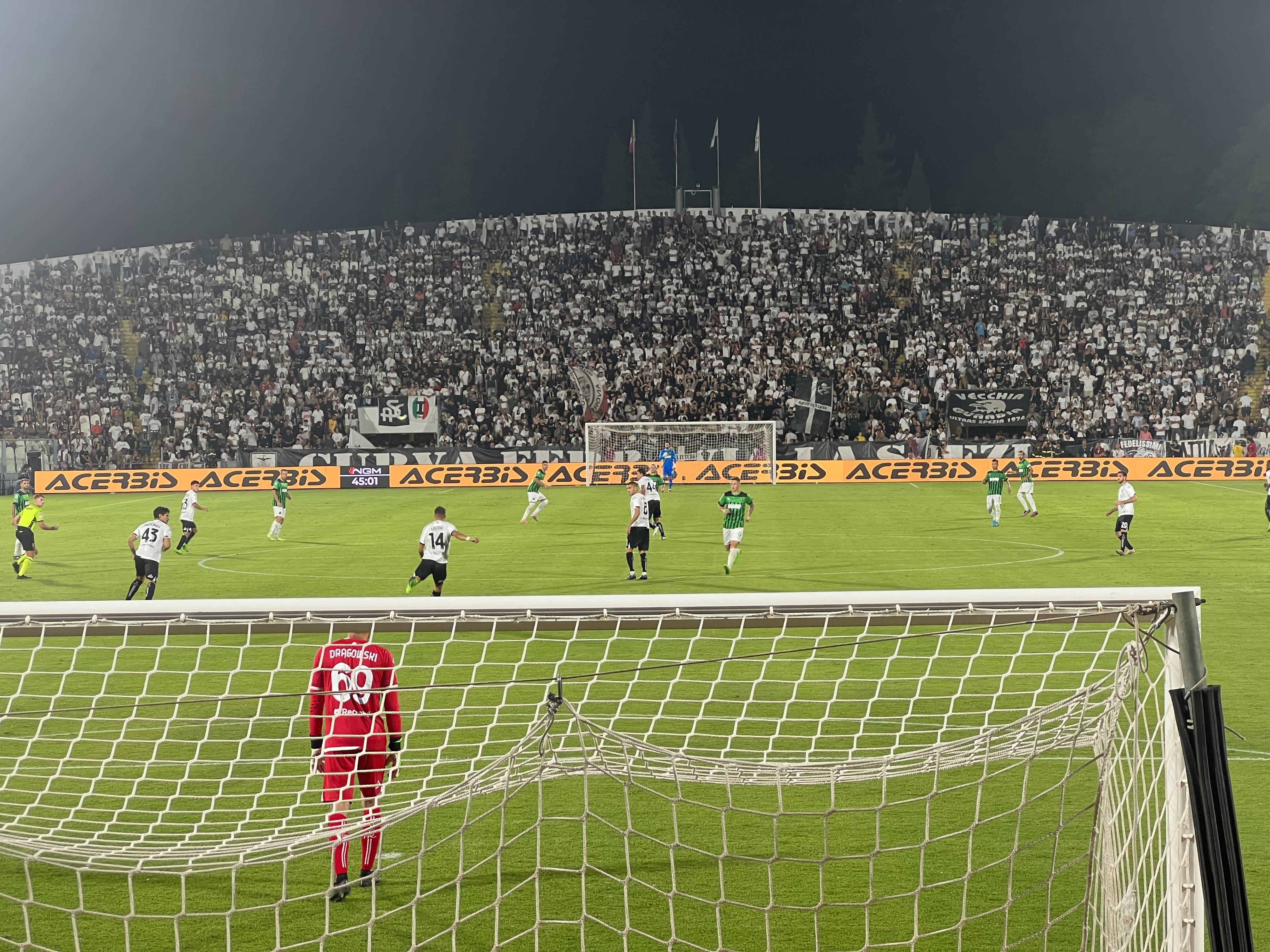
Drągowski (in rood, nummer 69) met Spezia tijdens een wedstrijd

Op 10 augustus 2022 tekende Drągowski een 3-jarige contract bij Spezia.

## Clubstatistieken
| Seizoen | Club                  | Competitie  | Competitie | Competitie | Beker | Beker | Internationaal | Internationaal | Totaal | Totaal |
| Seizoen | Club                  | Competitie  | Wed.       | Dlp.       | Wed.  | Dlp.  | Wed.           | Dlp.           | Wed.   | Dlp.   |
| ------- | --------------------- | ----------- | ---------- | ---------- | ----- | ----- | -------------- | -------------- | ------ | ------ |
| 2013/14 | Jagiellonia Białystok | Ekstraklasa | 1          | 0          | 0     | 0     | —              | —              | 1      | 0      |
| 2014/15 | Jagiellonia Białystok | Ekstraklasa | 29         | 0          | 1     | 0     | —              | —              | 30     | 0      |
| 2015/16 | Jagiellonia Białystok | Ekstraklasa | 34         | 0          | 0     | 0     | 4              | 0              | 38     | 0      |
| 2016/17 | Fiorentina            | Serie A     | 1          | 0          | 0     | 0     | 0              | 0              | 1      | 0      |
| 2017/18 | Fiorentina            | Serie A     | 3          | 0          | 2     | 0     | —              | —              | 5      | 0      |
| 2018/19 | Fiorentina            | Serie A     | 3          | 0          | 0     | 0     | —              | —              | 3      | 0      |
| 2018/19 | → Empoli FC           | Serie A     | 14         | 0          | 0     | 0     | —              | —              | 14     | 0      |
| Totaal  | Totaal                | Totaal      | 85         | 0          | 3     | 0     | 4              | 0              | 92     | 0      |

Bijgewerkt t/m 8 juli 2019

## Interlandcarrière
Drągowski kwam uit voor diverse Poolse nationale jeugdelftallen. Hij debuteerde in 2015 in Polen –21. Op 7 oktober 2020 debuteerde Drągowski voor Polen in een vriendschappelijke wedstrijd tegen Finland
| Interlands van Bartłomiej Drągowski voor Polen | Interlands van Bartłomiej Drągowski voor Polen | Interlands van Bartłomiej Drągowski voor Polen | Interlands van Bartłomiej Drągowski voor Polen | Interlands van Bartłomiej Drągowski voor Polen | Interlands van Bartłomiej Drągowski voor Polen |
| №                                              | Datum                                          | Wedstrijd                                      | Uitslag                                        | Competitie                                     | Goals                                          |
| ---------------------------------------------- | ---------------------------------------------- | ---------------------------------------------- | ---------------------------------------------- | ---------------------------------------------- | ---------------------------------------------- |
|                                                |                                                |                                                |                                                |                                                |                                                |
| Als speler bij Fiorentina                      |                                                |                                                |                                                |                                                |                                                |
| 1.                                             | 7 oktober 2020                                 | Polen – Finland                                | 5 – 1                                          | Vriendschappelijk                              |                                                |
| 2.                                             | 8 juni 2022                                    | België – Polen                                 | 6 – 1                                          | UEFA Nations League 2022/23                    |                                                |